# Provincia magmatica del Nord Atlantico

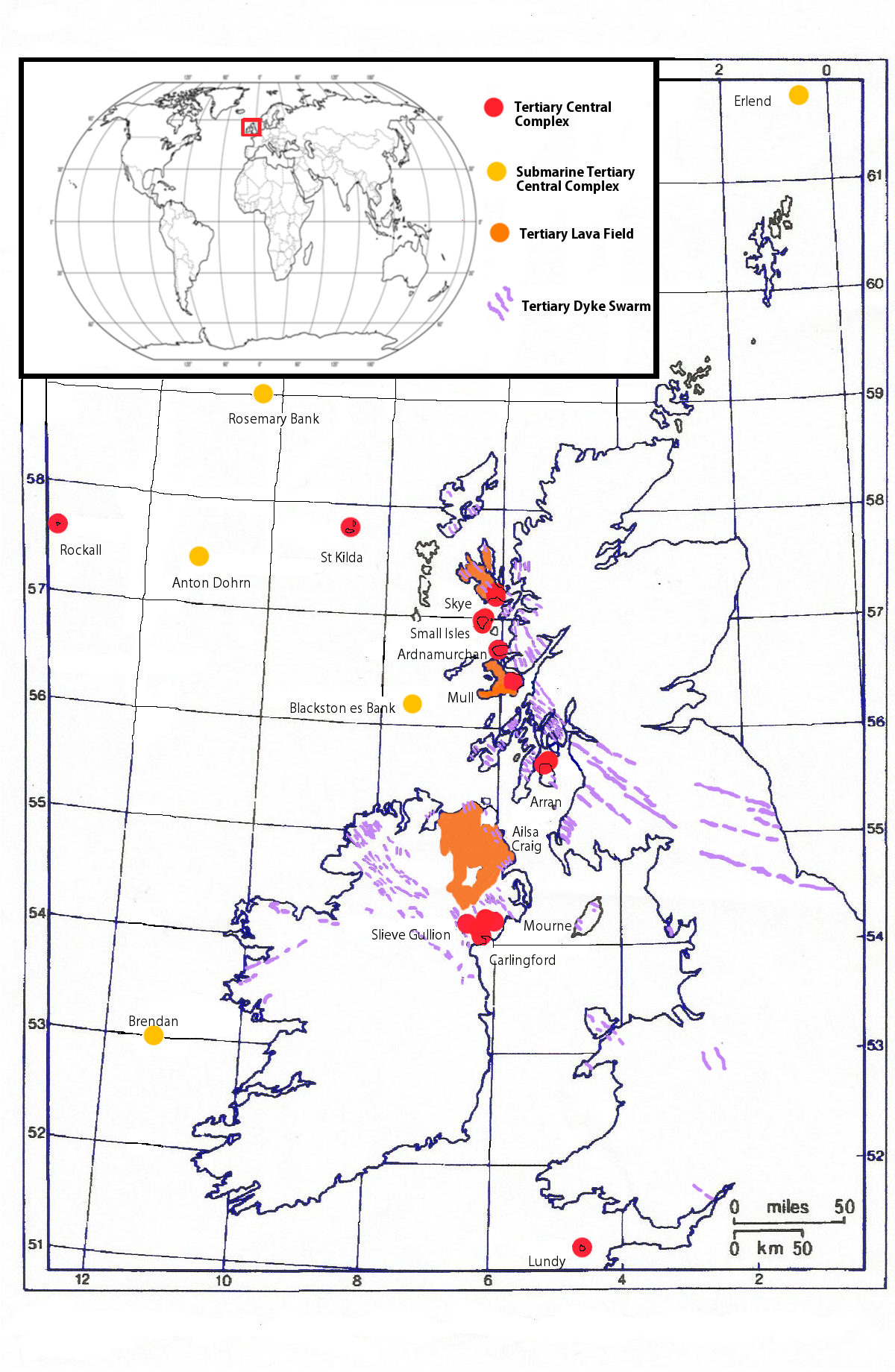
La provincia vulcanica del Terziario britannico, secondo Emeleus & Gyopari 1992 e Mussett et al, rappresentata nella mappa dell'UK e nel contesto geografico globale.

La provincia magmatica del Nord Atlantico, o provincia magmatica dell'Atlantico settentrionale, chiamata anche "provincia ignea del Nord Atlantico" e nella letteratura in lingua inglese abbreviata in NAIP, acronimo di North Atlantic Igneous Province, è una grande provincia ignea situata nell'Oceano Atlantico settentrionale e centrata sull'Islanda. 
Durante il Paleogene, la provincia formava il plateau thuleano, un vasto campo di lava basaltica, che si estendeva su una superficie di almeno 1,3 milioni di km2 e aveva un volume di 6,6 milioni di km3.
Il plateau si frammentò durante l'apertura dell'Oceano Atlantico settentrionale, lasciando residui nell'Irlanda del Nord, nella parte nordoccidentale della Scozia, nelle isole Fær Øer, nell'Islanda nordoccidentale, nella parte orientale della Groenlandia e in quella occidentale della Norvegia, oltre che in molte delle isole situate nella porzione orientale dell'Oceano Atlantico settentrionale.
All'attività della provincia magmatica del Nord Atlantico è riconducibile anche l'origine del colonnato basaltico del selciato del gigante e della grotta di Fingal.

## Sinonimi e denominazioni alternative
La provincia magmatica viene identificata anche con altre denominazioni, come provincia brito-artica o provincia vulcanica del Terziario del Nord Atlantico, mentre le porzioni della provincia nelle isole britanniche sono chiamate provincia vulcanica del Terziario britannico o provincia ignea del Terziario britannico.
In lingua inglese le denominazioni, e le relative abbreviazioni, sono:
- Brito-Arctic province (BAP)
- North Atlantic Tertiary Province (NATP)
- North Atlantic Volcanic Province (NAVP)
- North Atlantic Basalt Province (NABP)
- North Atlantic Tertiary Volcanic Province (NATVP)
- British Tertiary Igneous Province (BTIP)
- British Tertiary Volcanic Province (BTVP)
- British Paleogene Igneous Province (BPIP)
- Thulean Plateau

## Formazione
La datazione radiometrica indica che la fase magmatica più attiva della NAIP si ebbe tra circa 60,5 e 54,5 milioni di anni fa, tra il medio Paleocene e l'Eocene inferiore. L'evento viene a sua volta suddiviso in Fase 1 (fase pre-frammentazione) datato a 62-58 milioni di anni fa, e Fase 2 (contemporanea alla frammentazione) datata a 56-54 milioni di anni fa.
Le ricerche tuttora in corso indicano anche che i movimenti tettonici della placca continentale euroasiatica e nordamericana, gli eventi di rifting regionale e l'espansione del fondale oceanico tra il Labrador e la Groenlandia possono essere iniziati rispettivamente già tra 95 e 80 milioni di anni fa, circa 81 milioni di anni fa, e circa 63-61 milioni di anni fa cioè tra il Cretacico superiore e il Paleocene inferiore. 
Gli studi hanno suggerito che il punto caldo dell'Islanda corrisponde a un precedente pennacchio del mantello del Nord Atlantico che sembrerebbe aver creato la NAIP. Sulla base di osservazioni geochimiche e ricostruzioni paleografiche, è stata avanzata l'ipotesi che il punto caldo dell'Islanda, originatosi 130-120 milioni di anni fa come pennacchio del mantello sulla dorsale Alfa del Mar Glaciale Artico, sia poi migrato al di sotto dell'Isola di Ellesmere, attraversando l'Isola di Baffin sulla costa occidentale della Groenlandia, per arrivare infine sulla costa orientale della Groenlandia circa 60 milioni di anni fa.